# کرند (بشرویه)
کُرُند روستایی کوه‌پایه‌ای در فاصله ۳۵ کیلومتری شهر بُشرویه در استان خراسان جنوبی و خاور ایران است. این روستا، مرکز دهستان کُرُند از بخش مرکزی شهرستان بشرویه است.
این روستا تا پاییز ۱۳۸۷، جزء دهستان علی جمال بود که پس از ارتقای بشرویه به شهرستان، با ایجاد دهستان کرند، مرکز این دهستان شد.

## جمعیت
براساس سرشماری سال ۱۳۸۵، جمعیت این روستا، ۵۴۹ نفر (۱۵۶ خانوار) بوده‌است.

## موقعیت
روستای کرند، از چهار طرف در میان کوه قرار گرفته و تنها راه ارتباطی آن از یک گذرگاه می‌باشد.

## محصولات
این روستا دارای باغستان و مزارع کشاورزی است. مهمترین میوه‌های آن انار و زردآلو و مهمترین محصول کشاوزری آن زعفران است. در ضمن اینکه آب آشامیدنی و آب کشاورزی آن از کوه‌های غربی این روستا سرچشمه می‌گیرد.

## آثار تاریخی
تپه و محوطه کرند، که اثری تاریخی و مربوط به هزاره دوم و اول ق. م. است. این اثر در تاریخ ۱۳۸۱/۱۱/۱۲ با شمارهٔ ثبت ۷۴۸۷ به‌عنوان یکی از آثار ملی ایران به ثبت رسیده‌است.